# منشأة عبد القادر
قرية منشأة عبد القادر هي إحدى القرى التابعة لمركز الستاموني في محافظة الدقهلية في جمهورية مصر العربية. حسب إحصاءات سنة 2006، بلغ إجمالي السكان في منشأة عبد القادر 7673 نسمة، منهم 3848 رجل و3825 امرأة.